# 1973 en littérature
| Années de la littérature : 1970 - 1971 - 1972 - 1973 - 1974 - 1975 - 1976    |
| Décennies de la littérature : 1940 - 1950 - 1960 - 1970 - 1980 - 1990 - 2000 |

Cet article présente les faits marquants de l'année 1973 en littérature.

## Parutions

### Essais
- Régis Boyer et Éveline Lot-Falck, Les religions de l'Europe du Nord. Eddas, sagas, hymnes chamaniques, éd. Fayard et Denoël, coll. « Le trésor spirituel de l'humanité », Paris, 754 p.
- Jean-Louis Curtis, Questions à la littérature, éd. Stock.
- Josef Dietzgen, L’Essence du travail intellectuel humain, préface d'Anton Pannekoek, Éditions Champ libre.
- Baltasar Gracián, Le Héros, traduit de l'espagnol par Joseph de Courbeville, Champ libre.
- George Kubler, Formes du Temps. Remarques sur l'histoire des choses, présenté par Andréi Nakov, Champ libre.
- Karl Korsch, L'Anti-Kautsky. La Conception Matérialiste de l'Histoire, Champ libre.
- August von Cieszkowski, Prolégomènes à l'Historiosophie, Champ libre.
- Michel Rocard avec Bernard Jaumont et Daniel Lenègre : Le marché commun contre l’Europe, éd. Le Seuil. Face au défi des « multinationales » le socialisme sera européen ou ne sera pas.
- Ernst Friedrich Schumacher (économiste germano-britannique) : Small is Beautiful.

### Poésie
- Matilde Camus, poète espagnole publie Bestiario poético ("Livre de poésie sur les animaux").

### Publications
1. Thierry Ardisson : Cinémoi, éd. Le Seuil.
2. Henriette Walter en collaboration avec André Martinet : Le dictionnaire de la prononciation française dans son usage réel, éd. Droz.

### Récits
- Louis Amade, Il faut me croire sur parole (recueil de contes), éd. Julliard
- Joseph Joffo, Un sac de billes, éd. Jean-Claude Lattès. Récit autobiographique (période 1941-1944).

### Romans
1. Patrick Grainville, La Lisière, éd. Gallimard.
2. Eugène Ionesco, Le Solitaire.
3. Jean Raspail, Le Camp des saints
4. Alexandre Soljénitsyne (russe), Une journée d'Ivan Denissovitch, première traduction complète
5. Monique Wittig, Le Corps lesbien, Minuit

## Principales naissances
- 5 mars : Nelly Arcan, écrivaine québécoise
- 12 mars : Léonora Miano, écrivaine camerounaise d'expression française
- 20 avril : Marie-Christine Horn, écrivaine suisse
- 17 décembre : Clélia Anfray, historienne de la littérature du XIXe siècle et romancière
- 28 décembre : Joy Sorman, écrivaine française

## Principaux décès
- 6 mars : Pearl Buck, romancière américaine, 81 ans. (° 1892).
- 3 mars : Vera Panova, écrivaine soviétique de langue russe (° 1905).
- 26 mars : Noël Coward, scénariste, compositeur, dramaturge, acteur et réalisateur britannique (° 1899).
- 21 mai : Carlo Emilio Gadda, romancier italien (° 1893).
- 2 septembre : J. R. R. Tolkien, écrivain britannique (° 1892).
- 23 septembre : Pablo Neruda, poète chilien (° 1904).
- 17 octobre : Ingeborg Bachmann, écrivaine autrichienne (° 1926).
- 29 octobre : Jean Arnaud-Durand, poète français (° 1897).